# نیل برنارد
نیل برنارد (به انگلیسی: Neal D. Barnard)، پزشک گیاهخوار آمریکایی و همچنین بنیانگذار کمیته پزشکان برای پزشکی مسئولانه و پروژه سرطان است که هر دو نهاد هائی غیرانتفاعی هستند که به بهبود سلامت عمومی با ترویج رژیم غذائی گیاهخواری مطلق می‌پردازند.
دکتر برنارد به عنوان یکی از متخصصان پرطرفدار آمریکا در درمان دیابت، به خاطر کتاب پرفروش خود در مورد درمان بدون دارو دیابت، شهرت جهانی پیدا کرده‌است.